# Dragon Challenge
Dragon Challenge est le nom donné à des montagnes russes inversées en duel situées dans le parc américain Universal's Islands of Adventure.
Les deux parcours de montagnes russes ont été construits par Bolliger & Mabillard et inaugurés le 28 mai 1999 sous le nom Dueling Dragons. Les deux parcours prenaient alors pour thème le dragon de feu et le dragon de glace s'affrontant dans les airs.
L'attraction reçoit un nouveau thème en 2010 pour intégrer la nouvelle zone thématique du parc consacrée à l'univers de Harry Potter : The Wizarding World of Harry Potter. Renommée Dragon Challenge, ce sont depuis les dragons Boutefeu Chinois et Magyar à pointes qui s'affrontent.
L'attraction est détruite en automne 2017 et remplacée par l'attraction Hagrid's Magical Creatures Motorbike Adventure en juin 2019.

## Histoire

### Dueling Dragon
Dueling Dragons est parmi les attractions présentes dès l'ouverture de Universal's Islands of Adventure. Inaugurées en même temps que le parc le 28 mai 1999, les montagnes russes étaient rattachées à la zone thématique « The Lost Continent » (Le continent perdu). L'attraction prend pour thème l'affrontement de deux dragons ; celui de feu contre celui de glace. La file d'attente unique pour les deux attractions se divise en deux à mi-parcours pour permettre aux visiteurs de choisir leur dragon.
Les deux parcours ne possèdent pas le même tracé mais ceux-ci ont été pensés par le constructeur Bolliger & Mabillard et le bureau d'étude Stengel pour donner, tout au long du tour, l'impression que les deux dragons font une bataille aérienne en s'entrecroisant à plusieurs reprises.

### Harry Potteret transformations
En 2010, Universal's Islands of Adventure ouvre The Wizarding World of Harry Potter, une nouvelle zone consacrée à l'univers de Harry Potter. À cette occasion, Dueling Dragons intègre cette zone et reçoit un nouveau nom : Dragon Challenge. Le nouveau scénario de l'attraction est basé sur le Tournoi des Trois Sorciers du film Harry Potter et la Coupe de feu et met en scène deux des quatre dragons que les candidats doivent affronter : le Boutefeu chinois (Chinese Fireball en anglais) et le Magyar à Pointes (Hungarian Horntail).
Le porche de l'attraction, avec la reproduction des deux dragons, a été démoli en octobre 2008. Pendant les travaux, l'attraction est restée ouverte une grande partie du temps avec quelques aménagements de la file d'attente et de la gare.
Le 24 juillet 2017, les responsables d'Universal Orlando ont annoncé que Dragon Challenge fermerait après le 4 septembre 2017 pour ouvrir la voie à une nouvelle attraction basée sur la franchise Harry Potter pour 2019. L'attraction est détruite à l'automne 2017 à la suite de nombreux problèmes techniques et à une baisse notable de sa fréquentation. Elle est remplacée par l'attraction Hagrid's Magical Creatures Motorbike Adventure à partir du 13 juin 2019.

## Caractéristiques

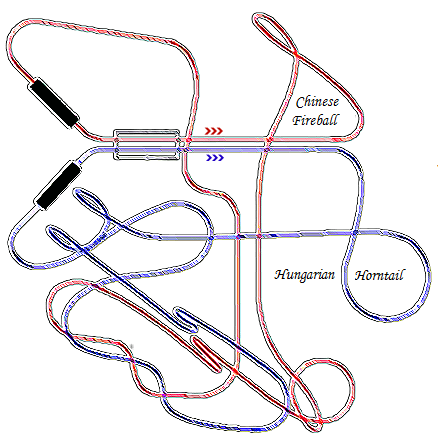
Parcours de Dragon Challenge

- Nom: Chinese Fireball / Hungarian Horntail
- Ouverture : 28 mai 1999
- Réouverture après nouveau thème : 18 juin 2010
- Conception : B&M, Universal Creative, Werner Stengel
- Construction : Bolliger & Mabillard
- Hauteur maximale : 38 m
- Hauteur de chute maximale :
  - Chinese Fireball : 35 m
  - Hungarian Horntail : 29 m
- Longueur du parcours : 975 m
- Vitesse maximale :
  - Chinese Fireball : 96 km/h
  - Hungarian Horntail : 88 km/h
- Inversions : 5 par parcours
- Éléments (dans l'ordre) :
  - Chinese Fireball : Deux immelmanns, un looping vertical et deux tire-bouchons
  - Hungarian Horntail : Un zero-G roll, un cobra roll (deux inversions), un looping vertical et un tire-bouchon
- Trains : 3 par parcours
  - 8 wagons par train
  - 32 passagers par train
- Durée : 2 min 25 s
- Taille requise : 1,37 m
- Type d'attraction : Montagnes russes inversées duel

## Classements
| Classement | 13 | 12 | 11 | 14 | 16 | 15 | 18 | 23 | 14 | 17 | 31 | 28 |

| Chinese Fireball   | 9  | 10 | 11 | 18 | 15 | 19 | 17 | 19 | 31 | 32 | 40 |
| Hungarian Horntail | 18 | 25 | 26 | 29 | 30 | 26 | 23 | 26 | 37 | 40 | 46 |